# Johnny Burnette's Hits and Other Favorites
Johnny Burnette's Hits and Other Favorites è la prima compilation della discografia del musicista di Pop-Rockabilly statunitense Johnny Burnette, pubblicato dalla casa discografica Liberty Records nel gennaio del 1962.

## Tracce
Lato A
1. You're the Reason – 2:40 (Bobby Edwards, Fred Henley, Mildred Imes, Terry Fell) – Registrato il 21 dicembre 1961 al United Recording Corp., Hollywood, California
2. Dreamin' – 2:20 (Barry De Vorzon, Ted Ellis) – Registrato il 7 gennaio 1960 al United Recording Corp., Hollywood, California
3. Just Out of Reach – 2:34 (Virgil Stewart) – Registrato il 21 dicembre 1961 al United Recording Corp., Hollywood, California
4. Moody River – 2:32 (Gary Bruce) – Registrato il 21 dicembre 1961 al United Recording Corp., Hollywood, California
5. Girl of My Best Friend – 2:22 (Beverly Ross, Sam Bobrick) – Registrato il 21 dicembre 1961 al United Recording Corp., Hollywood, California
6. You're Sixteen – 1:56 (Robert B. Sherman, Richard M. Sherman) – Registrato il 19 settembre 1960 al United Recording Corp., Hollywood, California

Durata totale: 14:24
Lato B
1. Little Boy Sad – 2:12 (Wayne Walker) – Registrato il 28 novembre 1960 al United Recording Corp., Hollywood, California
2. Walk on By – 2:17 (Kendall Hayes) – Registrato il 21 dicembre 1961 al United Recording Corp., Hollywood, California
3. A Little Bitty Tear – 2:06 (Hank Cochran) – Registrato il 21 dicembre 1961 al United Recording Corp., Hollywood, California
4. God, Country and My Baby – 2:10 (John Dolan, Chico Holiday) – Registrato il 22 settembre 1961 al United Recording Corp., Hollywood, California
5. Hello Walls – 2:08 (Willie Nelson) – Registrato il 21 dicembre 1961 al United Recording Corp., Hollywood, California
6. Big Big World – 2:18 (Gerald Nelson, Fred Burch, Bobby Red West) – Registrato nel febbraio 1961 al United Recording Corp., Hollywood, California

Durata totale: 13:11

## Musicisti
You're the Reason / Just Out of Reach / Moody River / Girl of My Best Friend / Walk on By / A Little Bitty Tear / Hello Walls
- Johnny Burnette - chitarra, voce
- Altri musicisti sconosciuti

Dreamin'
- Johnny Burnette - chitarra, voce
- Howard Roberts - chitarra
- (possibile) Glen Campbell - chitarra
- Jerry Allison - batteria
- Altri musicisti sconosciuti
- Johnny Mann Singers - cori
- Ernie Freeman - arrangiamenti
- Snuff Garrett - produttore

You're Sixteen
- Johnny Burnette - voce
- Joseph Gibbons - chitarra
- Vincent Terri - chitarra
- Ernie Freeman - pianoforte
- George Callender - basso
- Jerry Allison - batteria
- Sconosciuti - strumenti ad arco
- Sconosciuti - cori

Little Boy Sad
- Johnny Burnette - voce
- Joseph Gibbons - chitarra
- Milton Pitman - chitarra
- George Callender - basso
- Jerry Allison - batteria
- Sconosciuti - strumenti ad arco
- Sconosciuti - cori

God, Country and My Baby
- Johnny Burnette - voce
- Tommy Allsup - chitarra elettrica
- Dick Glasser - chitarra
- Clifford A. Hils - basso
- Sconosciuto - mandolino
- Jerry Allison - batteria
- Sconosciuti - strumenti ad arco
- Sconosciuti - cori

Big Big World
- Johnny Burnette - voce
- Altri musicisti sconosciuti